# Баскетбол на летните олимпийски игри 2012
Баскетболния турнир на Летните олимпийски игри 2012 ще се проведе в Лондон между 28 юли и 12 август. Състезанията ще се проведат в чисто новата 12 000 зала Баскетбол арена и в O2 Арена. Мъжкият и женският отбор на Съединените щати ще защитават златните си медали.

## Формат на провеждане
12 отбора ще бъдат разделени в две групи по шест отбора. Мачовете се играят по типа всеки-срещу-всеки, след изиграването на мачовете, четирите най-добри отбора от всяка група ще се класират в елиминационната фаза.

## Квалификации
Всяка страна има право на един отбор с по 12 души при мъжете и при жените.

### Страна домакин
Баскетболът е единственият спорт, в който страната-домакин не се е класирала автоматично. Това е така защото отборът на Великобритания не е съществувал до 2006, а ФИБА, бе притеснен от това дали отборът на Великобритания ще играе мачове след 2012 година. Въпреки това, на събрание провело се в Лион, Франция, на 13 март 2011, борда на директорите на ФИБА все пак позволи на Великобритания да се класира автоматично.

### Мъже
| Турнир                                   | Дата                          | Домакин    | Квоти | Класирани               |
| ---------------------------------------- | ----------------------------- | ---------- | ----- | ----------------------- |
| Домакин                                  |                               |            | 1     | Великобритания          |
| Световно първенство по баскетбол 2010    | 28 август – 12 септември 2010 | Турция     | 1     | САЩ                     |
| Африканско първенство по баскетбол 2011  | 17 – 28 август 2011           | Мадагаскар | 1     | Тунис                   |
| Американско първенство по баскетбол 2011 | 25 август – 8 септември 2011  | Аржентина  | 2     | Аржентина · Бразилия    |
| Океанско първенство по баскетбол 2011    | 7 – 11 септември 2011         | Австралия  | 1     | Австралия               |
| Евробаскет 2011                          | 31 август – 18 септември 2011 | Литва      | 2     | Испания · Франция       |
| Азиатско първенство по баскетбол 2011    | 15 – 25 септември 2011        | Китай      | 1     | Китайска НР             |
| Олимпийски квалификационен турнир 2012   | 2 – 8 юли 2012                | Венецуела  | 3     | Русия · Литва · Нигерия |
| Общо                                     |                               |            | 12    |                         |

### Жени
| Турнир                                           | Дата                           | Домакин   | Квоти | Класирани                                    |
| ------------------------------------------------ | ------------------------------ | --------- | ----- | -------------------------------------------- |
| Домакин                                          |                                |           | 1     | Великобритания                               |
| Световно първенство по баскетбол за жени 2010    | 23 септември – 3 октомври 2010 | Чехия     | 1     | САЩ                                          |
| ЕвроБаскет за жени 2011                          | 18 юни – 3 юли 2011            | Полша     | 1     | Русия                                        |
| Азиатско първенство по баскетбол за жени 2011    | 21 – 28 август 2011            | Япония    | 1     | Китайска НР                                  |
| Океанско първенство по баскетбол за жени 2011    | 7 – 11 септември 2011          | Австралия | 1     | Австралия                                    |
| Американско първенство по баскетбол за жени 2011 | 24 септември – 1 октомври 2011 | Колумбия  | 1     | Бразилия                                     |
| Африканско първенство по баскетбол за жени 2011  | 23 септември – 2 октомври 2011 | Мали      | 1     | Ангола                                       |
| Олимпийски квалификационен турнир 2012           | 25 юни – 1 юли 2012            | Турция    | 5     | Франция · Турция · Чехия · Хърватия · Канада |
| Общо                                             |                                |           | 12    |                                              |